# Cassida johnsoni
Cassida johnsoni es una especie de coleóptero de la familia Chrysomelidae.
Fue descrita científicamente en 1988 por Borowiec.